# Каракуй
Каракуй (рум. Caracui) — село в Хынчештском районе Молдавии. Относится к сёлам, не образующим коммуну.

## История
Ранее входило в состав Леовского района Бендерского уезда.

## География
Село расположено на высоте 129 метров над уровнем моря.

## Население
По данным переписи населения 2004 года, в селе Каракуй проживает 2581 человек (1278 мужчин, 1303 женщины).
Этнический состав села:
| Национальность | Число жителей | Процентный состав |
| -------------- | ------------- | ----------------- |
| молдаване      | 2553          | 98.92             |
| украинцы       | 14            | 0.54              |
| русские        | 11            | 0.43              |
| румыны         | 1             | 0.04              |
| гагаузы        | 1             | 0.04              |
| прочие         | 1             | 0.04              |
| Всего          | 2581          | 100 %             |

## Известные уроженцы
- Корлэтяну, Николае Григорьевич (1915—2005) — молдавский и советский учёный-лингвист, педагог, доктор филологических наук, профессор. Один из первых членов-корреспондентов Академии наук Молдавской ССР (1961), академик Академии наук Молдавии. Лауреат Государственной премии Молдавской ССР в области науки (1979).